# Стрелок (залив)
Зали́в Стрело́к — внутренний залив у северо-восточного берега залива Петра Великого Японского моря, омывает южное побережье Приморского края. Вдаётся в сушу между мысом Майделя и мысом Гембачева. Длина около 12 км, ширина — до 15 км, глубина до 46 м. Берега залива высокие и каменистые, поросли преимущественно кустарником и травой. В берега залива вдается несколько бухт, крупнейшие из которых: Разбойник, Абрек, Руднева, Чажма, а также бухта Назимова на острове Путятина. Залив назван в честь клипера «Стрелок», экипажем которого залив был открыт в 1859 году.
Остров Путятина лежит посередине залива и делит его почти пополам. Кроме Путятина также имеется ещё несколько более мелких островков и скал: остров Никольского, камни Унковского, остров Ирецкого, кекуры Пять Пальцев.
В заливе расположены многочисленные песчаные и каменистые пляжи, где проводят летний отдых местные жители и многочисленные приезжие из центральных районов края и соседних регионов.
На берегу залива расположены следующие населённые пункты: Дунай, Путятин, Разбойник, Крым, Домашлино, Руднево. Город Фокино расположен в двух километрах от побережья.